# Lancetogłów mleczny
Lancetogłów mleczny, wąż królewski, wąż królewski mleczny (Lampropeltis triangulum) – gatunek węża z rodziny połozowatych. Występuje na kontynencie amerykańskim od Ekwadoru do Kanady. Obejmuje około 25 podgatunków mocno zróżnicowanych pod względem rozmiaru (60 cm – 2 m) i ubarwienia.

Niejadowity wąż mleczny przez upodobnienie do węża koralowego jest typowym przykładem mimikry batesowskiej.

## Pożywienie
Małe zwierzęta głównie gryzonie, płazy, małe ptaki, jaszczurki, bezkręgowce, ale również jaja. Są aktywne nocą – za dnia odpoczywają w ukryciu. Jak inne połozy węże mleczne zjadają inne węże.

## Podgatunki
- Lampropeltis triangulum abnorma (Bocourt, 1886)
- Lampropeltis triangulum amaura (Cope, 1861)
- Lampropeltis triangulum andesiana Williams, 1978
- Lampropeltis triangulum annulata (Kennicott, 1861)
- Lampropeltis triangulum arcifera (Werner, 1903)
- Lampropeltis triangulum blanchardi Stuart, 1935
- Lampropeltis triangulum campbelli Quinn, 1983
- Lampropeltis triangulum celaenops Stejneger, 1903
- Lampropeltis triangulum conanti Williams, 1978
- Lampropeltis triangulum dixoni Quinn, 1983
- Lampropeltis triangulum elapsoides (Holbrook, 1838)
- Lampropeltis triangulum gaigae Dunn, 1937
- Lampropeltis triangulum gentilis (Baird & Girard, 1853)
- Lampropeltis triangulum hondurensis Williams, 1978
- Lampropeltis triangulum micropholis (Cope, 1860)
- Lampropeltis triangulum multistrata (Kennicott, 1861)
- Lampropeltis triangulum nelsoni Blanchard, 1920
- Lampropeltis triangulum oligozona (Bocourt, 1886)
- Lampropeltis triangulum polyzona (Cope, 1861)
- Lampropeltis triangulum sinaloae Williams, 1978
- Lampropeltis triangulum smithi Williams, 1978
- Lampropeltis triangulum stuarti Williams, 1978
- Lampropeltis triangulum syspila (Cope, 1889)
- Lampropeltis triangulum taylori Tanner & Loomis, 1957
- Lampropeltis triangulum triangulum (Lacépède, 1789)

Ruane i współpracownicy (2014) podzielili gatunek L. triangulum na siedem odrębnych gatunków:
- Lampropeltis triangulum – obejmujący populacje zaliczane wcześniej do podgatunków L. triangulum triangulum i L. triangulum syspila oraz część populacji zaliczanych do podgatunku L. triangulum amaura;
- Lampropeltis polyzona – obejmujący populacje zaliczane wcześniej do podgatunku L. triangulum polyzona, L. triangulum arcifera, L. triangulum campbelli, L. triangulum nelsoni, L. triangulum sinaloae, L. triangulum smithi i część populacji zaliczanych do L. triangulum conanti;
- Lampropeltis elapsoides – obejmujący populacje zaliczane wcześniej do podgatunku L. triangulum elapsoides
- Lampropeltis annulata – obejmujący populacje zaliczane wcześniej do podgatunku L. triangulum dixoni oraz żyjące w Meksyku populacje zaliczane do podgatunku L. triangulum annulata;
- Lampropeltis gentilis – obejmujący populacje zaliczane wcześniej do podgatunków L. triangulum gentilis, L. triangulum celaenops, L. triangulum multistrata i L. triangulum taylori, część populacji zaliczanych do podgatunku L. triangulum amaura oraz żyjące w Teksasie populacje zaliczane do podgatunku L. triangulum annulata;
- Lampropeltis abnorma – obejmujący populacje zaliczane wcześniej do podgatunków L. triangulum abnorma, L. triangulum blanchardi, L. triangulum hondurensis, L. triangulum oligozona i L. triangulum stuarti i część populacji zaliczanych do L. triangulum conanti;
- Lampropeltis micropholis – obejmujący populacje zaliczane wcześniej do podgatunków L. triangulum micropholis, L. triangulum andesiana i L. triangulum gaigae